# Vechigen
Vechigen is een gemeente en plaats in het Zwitserse kanton Bern, en maakt deel uit van het district Bern-Mittelland.
Vechigen telt 4.991 inwoners.